# Francis Parker Yockey
Francis Parker Yockey (n. 18 septembrie 1917, Chicago, Illinois, SUA – d. 16 iunie 1960, California, SUA) a fost un avocat, filosof și polemist de origine americană, cunoscut datorită lucrării sale neospengleriane Imperium: The Philosophy of History and Politics, publicată sub pseudonimul Ulick Varange în 1948. Lucrarea susține conservarea culturii occidentale prin modalități totalitare, fundamentate în cultură.
Yockey a susținut puternic numeroase cauze ale extremei-drepte la nivel mondial, motiv pentru care a influențat numeroase mișcări ale Noii Drepte. Yockey era un mare susținător al antisemitismului și și-a exprimat admirația față de ideologia național-socialistă. De asemenea, acesta avea o înclinație spre ideile fasciste. Yockey a contactat sau lucrat cu organizația fascistă Silver Legion și cu German American Bund. Odată cu înfrăngerea Puterilor Axei în de-Al Doilea Război Mondial, acesta a devenit și mai implicat în mișcările neofasciste.
Yockey considera că Statele Unite ale Americii reprezentau mecanismul liberalismului controlat de către evreii sioniști. Acesta l-a întâlnit pe președintele egiptean Gamal Abdel Nasser și a redactat propagandă antisionistă pentru guvernul acestuia. Din punctul său de vedere, naționalismul panarab era un aliat în conflictul cu „puterea iudeo-americană”. În perioada în care a fost închis pentru falsificare de pașapoarte, acesta i-a cedat drepturile de autor naționalistului american Willis Carto.